# 2025年3月逝世人物列表
2025年逝世人物列表：1月 - 2月 - 3月 - 4月 - 5月 - 6月 - 7月 - 8月 - 9月 - 10月 - 11月 - 12月
2025年3月逝世人物列表，是用于汇总2025年3月期间逝世人物的列表。

## 依日期排序

### 31日
- 張濟元（韓語：장제원），58歲，大韓民國政治人物，國民力量第18、20、21屆國會議員。[1]
- 理查德·伯恩斯坦（英語：Richard Bernstein），80歲，美國記者、專欄作家。胰臟癌。[2]

### 30日
- 布伊多紹·阿戈陶（匈牙利語：Bujdosó Ágota），81歲，匈牙利前女子手球運動員。[3]
- 胡德华，77歲，中華人民共和國企業家，胡耀邦三子。時任中國科學院軟體中心負責人、《炎黃春秋（改組前）》雜誌副社長。突發心肌梗塞。[4][5]
- 田仲一成，92歲，日本中國戲劇研究學者，現任東京大學東洋文化研究所名譽教授、日本學士院會員、東洋文庫專任研究員。[6]

### 29日
- 麥惠文，89歲，香港粵樂家及粵劇樂師。於家中離世。[7]
- 程书林，51岁，绰号“面筋哥”，中国大陆网络红人、歌手。肝癌。[8]
- 老斯特凡·胡拉（波蘭語：Stefan Hula Sr.），77歲，波蘭男子北歐兩項運動員。[9]
- 李察·張伯倫（英語：Richard Chamberlain），90歲，美國男演員和歌手。曾出演影集《基德爾醫生（Dr. Kildare）》1980年版《幕府將軍（Shogun）》等，另參演電影《刺鳥（The Thorn Birds）》、1973年版《豪情三劍客（The Three Musketeers）》及1988年版《神鬼認證（The Bourne Identity）》等。中風併發症亡。[10][11]
- 许月华，69岁，中国全国道德模范。[12]
- 谷伯起，96岁，中国病理学家，复旦大学基础医学院教授。[13]

### 28日
- 李察·羅頓（英语：Richard Norton (actor)），75岁，澳大利亞動作演員。[14][15]
- 王申，94歲，中国人民解放军副大军区职离休干部、原广州军区副司令员[16]

### 27日
- 詹忠義，66歲，台灣政治人物，前茂林鄉鄉長。[17]
- 谷峰，94歲，香港男演員。[18][19]

### 26日
- 田名部匡省（日語：田名部 匡省），90歲，日本冰球運動員、政治人物。曾任日本冰球代表隊教練，眾議員（青森第一選區（舊選制）（日语：青森県第1区 (中選挙区)）），參議員（青森縣選區），農林水產相。肺炎。[20][21]
- 蔡萱，78歲，新加坡電視監製，香港作家蔡瀾胞弟，急性白血病。[22]
- 鄭守增，80歲，中國人民解放軍中將，原兰州军区副司令员。[23]
- 信立祥，78歲，中國考古學家，中国国家博物馆终身研究馆员。[24]
- 李奕德，42歲，台灣政治人物，嘉義市市議員（連任二屆，2014年－2022年，出身中藥世家），肝癌。[25][26][27][28][29]

### 25日
- 韩宗熙，63歲，韓國電子工程師，三星電子聯合執行長。心臟病發。[30]
- 胡安·阿吉莱拉（西班牙語：Juan Aguilera Herrera），63歲，前西班牙職業網球選手[31]。
- 篠田正浩（日語：篠田 正浩），94岁，日本电影导演。肺炎。[32]
- 羅伯特·W·麥克切斯尼（英語：Robert W. McChesney），72岁，美國媒體理論家、作家。[33]

### 24日
- 郭瑤琪，69歲，台灣政治人物，時任中華民國交通部部長（2006年1月—同年8月）。主動脈剝離搶救無效亡。[34]
- 李宗純，58歲，台灣企業家，永豐餘集團總經理。[35]
- 周富城，68歲，台灣綜藝節目幕後現場音效，長期參與《全民大悶鍋》系列與《娛樂百分百》，病逝（死訊公佈日期）。[36]
- 魏燦文，72歲，台灣企業家，「台灣塑膠押出機之父」、台灣機械工業同業公會第29屆理事長、鳳記國際董事長，病逝。[37][38]
- 孫穗英，103歲，中華民國國父孫中山之長孫女。其父為孫中山之長子孫科，兄長為孫治平、孫治強，妹妹為孫穗華。[39]

### 23日
- 米婭·洛夫（英语：Mia Love），49岁，美國政治人物，前犹他州第四国会选区众议员。[40]
- 馬克斯·弗蘭克爾（英语：Max Frankel），94岁，美國記者。[41]
- 萨拉赫·巴尔达维尔（阿拉伯語：صلاح البردويل），65至66歲，巴勒斯坦政治人物，曾任哈马斯政治局高级成员和发言人，與妻子死於以色列空襲[42]。
- 山姆·金恩（英語：Sam Keen），93歲，美國作家、哲學家、教授。[43]
- 赵作海，72岁，赵作海案受害者，病逝。[44]
- 褚玉衡，102岁，中国政治人物，原武汉市粮食局局长。[45]

### 22日
- 高英，69岁，中国一级演员、江苏省话剧院原院长。[46]
- 解岳千，25歲，中國世紀嬰兒（2000年1月1日00點00分出生）。[47]
- 安迪·皮布林斯（英語：Andy Peebles），76歲，英國廣播主持人、電視節目主持人和板球評論員。[48]
- 傑西卡·阿伯（英語：Jessica Diane Aber），43岁，美國法律界人士，曾任美国弗吉尼亚东区联邦检察官，死因不詳[49]。
- 格扎維埃·勒皮雄（法語：Xavier Le Pichon），87岁，法國地質學家。[50]
- 章立凡，74岁，中國學者。[51]

### 21日
- 喬治·福爾曼（英語：George Foreman），76歲，美國拳擊運動員，間歇性達成兩屆世界重量级拳击冠军，為世界重量级界最年長（45歲299天）之齡達成。1968年奥运会金牌得主，國際拳擊名人堂成員。[52][53]
- 賈恩卡洛·圭里尼（義大利語：Giancarlo Guerrini），85歲，義大利男子水球運動員，1960年奥运会金牌得主。[54]（死讯公布日期）
- 弗農·哈頓（英語：Vernon Hatton），89歲，美國NBA聯盟前職業籃球運動員。[55]
- 何建中，57歲，台灣政治人物，信義鄉農會總幹事。[56]
- 法布里齊奧·迪索馬（義大利語：Fabrizio Di Somma），54歲，義大利男子自行車運動員。[57]
- 陈绍棠，90岁，中国语言学家，香港中文大学教授。[58]

### 20日
- 埃迪·乔丹（英語：Eddie Jordan），76岁，爱尔兰一級方程式车队所有者，乔丹车队创办人。[59]
- 维托尔德·福金（烏克蘭語：Вітольд Фокін），92岁，乌克兰独立后首任总理。[60]
- 郭鶴立，61岁，中國政治人物，前中共臨夏州委書記。[61]
- 李崇望，90歲，中國作曲家，曾任山西省歌舞劇院院長，中國音樂家協會理事。[62]
- 周良，98歲，中國曲藝理論家，第四屆中国曲艺牡丹奖終身成就獎得主。[63]

### 19日
- 趙燕俠，97岁，中国京剧表演艺术家，旦角“赵派”艺术创始人，原北京京劇團副團長、北京京劇院一團團長。[64]
- 盧國沾，75歲，香港填詞人。[65]
- 郭嘉璇，18岁，中国足球运动员。比赛意外致脑死亡。[66]
- 劉瑞銓，58歲，台灣政治人物，台中市豐原區豐田里長。[67]
- 卡利斯特拉特·庫措夫（羅馬尼亞語：Calistrat Cuțov），76歲，羅馬尼亞男子拳擊運動員。[68]

### 18日
- 小傑西·霍夫曼（英语：Jessie Hoffman Jr.），46歲，美國死刑犯，被判謀殺罪成執行氮氣死刑。[69]
- 川浪葉子（日語：川浪 葉子），67歲，日本聲優。[70]
- 杨慕如，80岁，中国政治人物，中共湘潭市委原副书记。[71]
- 陳能濟，85歲，香港作曲家及指揮家。[72]

### 17日
- 于培楼，82岁，中国政治人物，晋中市人民政府原副市长。[73]
- 齋藤十郎，85歲，日本政治人物，曾任參議員（三重縣選區），自民黨參議院黨團幹事長，參議院議長。急性心肌梗塞。[74]
- 舒聖佑，88歲，中國政治人物，曾任江西省委副書記、江西省人民政府省長。[75][76]

- 李兆基，97歲，香港企業家、慈善家，恒基兆業地產創辦人。2019年曾以300億美元身家榮登《富比世（Forbes）》雜誌上位列香港第2大富豪之稱。[77][78]
- 郝兆良，97岁，中国政治人物，兵团原农十师党委书记、政委。[79]
- 于成章，101岁，中国政治人物，原丽水县委副书记、人大常委会主任、政协主席。[80]

### 16日
- 苏义铭，91岁，中国政治人物，原广州市交通局局长。[81]
- 李德平，98岁，中国辐射防护专家，中国科学院院士。[82]
- ，43歲，比利時女演員，1999年戛纳电影节—最佳女演员奖得主，電影《美麗羅賽塔（Rosetta）》。肾上腺皮质癌。[83][84]
- 傑西·科林·楊（英语：Jesse Colin Young），83歲，美國歌手及作曲家，民謠搖滾樂團熱血青年合唱團（英语：The Youngbloods）主唱。[85]
- 房維中，98歲，中國政治人物，曾任原國家計劃委員會副主任、黨組副書記（正部長級）。[86]

### 15日
- 斯里克·沃茨（英語：Slick Watts），73歲，美國前職業籃球運動員。[87]
- 苏英华，49歲，马来西亚华乐界推手。胰腺癌。[88]
- 多麗絲·菲辰（德語：Doris Fitschen），56歲，德國女子足球運動員。[89]
- 權樂（本名李祖樂），32歲，台灣喜劇演員，曾演《周處除三害》。[90]
- 曾吉連，76歲，台灣宗教人士，台南祀典大天后宮主委。[91]
- 陳雲址，90歲，台灣醫師，屏東恆春基督教醫院眼科醫師、院長（在地服務30年）。[92]
- 萊斯·賓克斯（英语：Les Binks），73岁，英国鼓手，重金属乐队犹大圣徒前成员。[93]

### 14日
- 刘鸿儒，94歲，中國經濟學家、金融人物，曾任中國人民銀行副行長，中国证券监督管理委员会首任主席。[94][95]
- 張振寰，65歲，臺灣男演員。[96]（遺體發現日）
- 林贊庭，95歲，台灣攝影師，第58屆金馬獎終身成就獎得主。[97]
- 許恒慈，85歲，台灣商人，佳聯有線電視股份有限公司董事長，前雲林縣長廖泉裕夫人。[98]

### 13日
- 吳斌，年齡不詳，香港律师，曾任香港律師會會長、個人資料私隱專員。[99]（死亡宣布日期）
- 勞爾·格里哈爾瓦（英語：Raúl Grijalva），77歲，美國政治人物，曾任美國眾議院代表亞利桑那州第七國會選區。[100]
- 索菲婭·古拜杜林娜（俄語：Софи́я Губайду́лина），93歲，蘇聯-俄羅斯古典音乐作曲家。[101]
- 李國祥，60岁，香港歌手。肺癌。[102][103]

### 12日
- 王康厚，95歲，台灣政治人物，台獨聯盟前秘書長。[104]
- 奧利弗·米勒（英語：Oliver Miller），54歲，美國NBA聯盟職業籃球運動員。癌症。[105]

### 11日
- 夏春秋（原名吳錦泉），93歲，香港藝人。[106]
- 朱尼尔·布里奇曼（英語：Junior Bridgeman），71歲，美國NBA聯盟前職業籃球運動員。[107]
- 李景暘，94歲，台灣收藏家、文化工作者，前三峽大容戲院總經理。[108]
- 鲁明中，88岁，中国环境经济学学者，中国人民大学生态环境学院创始人之一。[109]
- 石田步（日語：いしだあゆみ），原名石田良子（日語：石田 良子），76歲，日本女性演員，歌手。甲狀腺衰竭。[110]
- 蔡教義，88岁，台灣政治人物，彰化縣前員林鎮長。[111]

### 10日
- 輝晟，43岁，韩国歌手及音乐制作人。[112]（遗体发现日）
- 弗朗西斯·比利·希利爵士（英語：Sir Francis Billy Hilly），76岁，索羅門群島政治人物，曾任索羅門群島總理。[113]
- 蔡政達，86岁，台灣畫家，文化薪傳獎得主。[114]

### 9日
- 迪克·麥克塔格特（英語：Dick McTaggart），89歲，英國男子拳擊運動員，1956年奥运会金牌得主。[115]
- 西蒙費雪-貝克爾（英语：Simon Fisher-Becker），63歲，英國男演員，《哈利波特》系列電影中飾演赫夫帕夫學院的幽靈「胖修士」，辭世。[116]
- 中山彰規（日語：中山 彰規），82歲，日本體操選手。[117]

### 8日
- 許山埜，63歲，台灣政治人物，雲林縣水林鄉長（2018年—2025年），病逝。[118]
- 埃拉·澤勒（羅馬尼亞語：Ella Zeller），91歲，羅馬尼亞女子乒乓球運動員。[119]
- 冯克煦，99歲，曾任中国民主建国会第六届、七届中央委员会副主席，第八届中央委员会名誉副主席。[120]

### 7日
- 梁子凌，51歲，雲云科技技術長，遭創辦人兼董事長刺殺身亡。[121]
- 戴維·武納吉爵士（英語：Sir David Vunagi），73岁，索羅門群島政治及宗教人物，曾任所罗门群岛总督和聖公會美拉尼西亚大主教。[122]
- 布拉德·西格蒙（英语：Brad Sigmon），67歲，美國死刑犯，被判謀殺及綁架罪成執行槍決。[123]
- 崔美善，90岁，中国朝鲜族舞蹈家。[124]
- 理查德·福提（英語：Richard Fortey），79歲，英國古生物學家、自然史科普作家。[125]

### 6日
- 梅勒迪斯·貝爾賓（英語：Meredith Belbin），98歲，英國研究人員和管理顧問。[126]

### 5日
- 潘蜜拉·巴赫（英语：Pamela Bach），61歲，美國女演員。饮弹自尽。[127]
- 西尔维斯特·特纳（英語：Sylvester Turner），70岁，美国政治人物，民主黨籍前德克薩斯州联邦众议员。[128]
- 弗雷德·施托勒（英語：Fred Stolle），86歲，澳大利亞男子網球運動員。[129]
- 林火燈，75岁，台灣企業家，曾任臺灣證券交易所總經理（2013年—2016年），福邦證券董事長（2016年—2022年）。[130]
- 卡斯奧·捷西斯（葡萄牙語：Cássio de Jesus），35歲，巴西職業足球運動員。再生不良性贫血。[131]
- 查爾斯·塔特（英語：Charles Tart），87歲，美國心理學家、超心理學家。[132]
- 姚文倉，87歲，中華人民共和國政治人物，曾任中共甘肅省委宣傳部部長，甘肅省人大常委會副主任，第十屆全國人大代表。[133]

### 4日
- 奥列格·戈尔季耶夫斯基（俄語：Оле́г Анто́нович Гордие́вский），86岁，前苏联克格勃及英國军情六处双重间谍。[134]
- 罗伊·艾尔斯（英语：Roy Ayers），84岁，美国爵士乐、灵魂乐作曲家及歌手。[135]
- 喬·尼克爾（英语：Joe Nickell），80歲，美國懷疑論者、超自然現象調查員。[136]

### 3日
- 李坤朋，39岁，中国網紅，因在2021年河南暴雨中用菜刀劈砍车顶救人而知名，人称“菜刀哥”。突发病致呼吸心跳骤停。[137]
- 林肯·迪亚斯-巴拉特（英語：Lincoln Díaz-Balart），70岁，美國政治人物，共和黨籍前佛羅里達州聯邦眾議員。[138]

### 2日
- 布瓦伊薩爾·賽季耶夫（俄語：Бувайсар Хамидович Сайтиев），49歲，俄羅斯自由式摔跤運動員，三届奥运会金牌得主。坠楼身亡。[139]
- 吳家瑋，87歲，香港物理學家，香港科技大學創校校長（1991年—2001年）。[140]
- 其加達瓦，79歲，中国木刻版畫家，国家一级美术师，四川美术馆原常务副馆长。[141]
- 黃志超，84歲，台灣藝術家，與丁雄泉、陳昭宏，並稱「紐約三劍客」。[142]

### 1日
- 劉同仁，91歲，台灣油畫美術家。[143]
- 三野文太（日語：みのもんた），80歲，日本電視節目主持人，曾主持《校園瘋神榜》、《搶救貧窮大作戰》、《日本大國民》等節目。被食物噎住引致心肺功能驟停。[144]
- 安琪·史東（英語：Angie Stone），63歲，美國靈魂爵士、R&B、新靈魂樂、嘻哈歌手。交通意外。[145]
- 于洋，95歲，中國演員，“新中國22大影星”之一。病逝。[146]
- 倪國熙，87歲，中國数理统计学家，曾任江西師範大學教授，江西省政協副主席，民盟中央委員會原常務委員，第八、九、十屆全國政協委員。[147]
- 李志明，50歲，中國城鄉規劃學者，南京林業大學風景園林學院教授。[148]
- 蒂姆·克鲁格（英语：Tim Kruger），44岁，德国色情男演员。[149]
- 趙啟中，77歲，中國政治人物，第九届、十届政协青海省委员会副主席。[150]
- 弗雷德里克王子（Prince Frederik），22歲，盧森堡皇室成員，大公亨利的細堂侄子。POLG病。[151]